# Kraftwerk Sestrimo
Das Kraftwerk Sestrimo ist ein Wasserkraftwerk in der Oblast Pasardschik, Bulgarien. Es hat eine installierte Leistung von 240 MW. Das Kraftwerk nutzt das Wasser der 8 km entfernten Talsperre Belmeken zur Stromerzeugung. Die Ortschaft Sestrimo liegt nordöstlich des Kraftwerks.
Das Kraftwerk ist im Besitz der Nazionalna elektritscheska kompanija EAD (NEK EAD) und wird auch von NEK EAD betrieben.

## Kraftwerk
Das Kraftwerk ging 1974 in Betrieb und dient zur Abdeckung der Spitzenlast. Es verfügt über eine installierte Leistung von 240 MW. Die durchschnittliche Jahreserzeugung liegt bei 229 Mio. kWh. Die 2 Pelton-Turbinen mit vertikaler Welle leisten jeweils 120 MW.
Vom Kraftwerk Belmeken führt ein Tunnel (Länge 3456 m, Durchmesser 4,10 m) sowie eine daran anschließende 1466 m lange Druckrohrleitung zum Kraftwerk Sestrimo; durch sie wird das Wasser der Talsperre Belmeken nach der Nutzung im Kraftwerk Belmeken zum Kraftwerk Sestrimo weiterleitet. Die Fallhöhe beträgt dabei 539 m und der maximale Durchfluss liegt bei insgesamt 56,6 m³/s.
Vom Kraftwerk Sestrimo wird das Wasser nach der Nutzung zum Kraftwerk Momina Klisura weitergeleitet.